# Hugo Le Gall
Pas d'image ? Cliquez ici

a Compétitions nationales et continentales officielles uniquement.

Dernière mise à jour le 27 mars 2025.
Hugo Le Gall, né le 16 juin 1999 à Brest, est un joueur français de rugby à XV évoluant aux postes d'ailier et d'arrière.

## Carrière

### Formation
Hugo Le Gall commence le rugby en 2006 à l'âge de sept ans avec l'équipe du RC Cestas. En 2007, il rejoint l'Aviron Bayonnais avec qui il jouera jusqu'en 2019 en espoirs deuxième année. Il finira la saison 2018-2019 en Afrique du Sud au SAS rugby à l’académie Stellenbosch. En juillet 2019, il intègre le centre de formation de la Section paloise.

### En club
Hugo Le Gall fait ses débuts avec l'équipe professionnelle en novembre 2019 lors du match amical face au Yamaha Júbilo au stade du Hameau en tant que remplaçant.
Il joue son premier match officiel avec l'équipe professionnelle lors de la deuxième journée de Challenge européen le 20 décembre 2020 en tant que titulaire au poste d'arrière face aux London Irish.
Il est prêté à l'US Montauban en Pro D2 pour la saison 2021-2022. En même temps, il participe au Supersevens 2021 avec la Section paloise lors de l'étape d'Aix-en-Provence.
En juillet 2022, il est de nouveau prêté en Pro D2 pour une saison avec Soyaux Angoulême XV Charente. Il dispute seulement 6 matchs durant la saison 2022-2023.
Au cours de la saison 2023-2024, il quitte la Section paloise pour rejoindre l'Anglet olympique en Nationale 2, club avec lequel il commence la saison 2024-2025,.

## Palmarès
Néant.